# Ułus amgiński
Ułus amgiński (ros. Амгинский улус, jakuc. Амма улууhа) – ułus, jednostka podziału administracyjnego w rosyjskiej Jakucji w południowo-wschodniej części położonej na Syberii autonomicznej rosyjskiej republiki Jakucji.
Ułus został utworzony 9 stycznia 1930. Centrum administracyjnym jest wieś Amga założona w 1652.
Teren ułusu ma powierzchnię 29 400 km².